# Stemodia serrata
Stemodia serrata är en grobladsväxtart som beskrevs av George Bentham. Stemodia serrata ingår i släktet Stemodia och familjen grobladsväxter. Inga underarter finns listade i Catalogue of Life.